# Triisopropylsilan
Triisopropylsilan (IUPAC) ist eine chemische Verbindung aus der Gruppe der siliciumorganischen Verbindungen.

## Gewinnung und Darstellung
Triisopropylsilan kann durch Reaktion von Isopropyllithium mit Monosilan gewonnen werden.

## Eigenschaften
Triisopropylsilan ist eine farblose klare Flüssigkeit.

## Verwendung
Triisopropylsilan wird aufgrund seiner relativ geringen Toxizität, seiner einfachen Handhabung und seiner Fähigkeit, verschiedene funktionelle Gruppen selektiv zu reduzieren, als Reduktionsmittel in der organischen Synthese Anwendung verwendet. Es wird in Gegenwart einer Lewis-Säure wie Titan(IV)-chlorid zur selektiven Reduktion von Ketonen und Aldehyden zu ihren entsprechenden Alkanen sowie zur selektiven Reduktion von Epoxiden zu den entsprechenden Alkoholen verwendet.
Die Verbindung wird seit langem als Kationenfänger für die Entfernung von Aminosäureschutzgruppen bei der Peptidsynthese eingesetzt.